# Jewel Thief
Jewel Thief es una película hindi del género thriller de robo y espionaje de 1967 dirigida por Vijay Anand. Las estrellas de cine con los roles principales de la película son Dev Anand, Vyjayantimala y Ashok Kumar. También presenta cuatro personajes similares a las chicas Bond interpretadas por Tanuja, Helen, Faryal y Anju Mahendru, con otros actores que aparecen en papeles secundarios. Fue producido por la casa de producción de Dev Anand, Navketan Films, siguiendo su éxito más grande en 1965 – Guide.
La película se hizo un éxito en la taquilla. J.M. Barot también recibió el Filmfare Best Sound Award por esta película. Tanuja recibió un premio Filmfare por mejor actriz con papel secundario.

## Trama
Vinay (Dev Anand), es un joven normal que se encuentra confundido con un ladrón de joyas llamado Amar que se parece igual a él.  Vinay trabaja con la policía para hacerse pasar por Amar y acabar con su crimen, pero parece que Amar también ha decidido hacerse pasar por Vinay, y pronto sus verdaderas identidades quedan totalmente enredadas. 
Vinay vive con su padre, un comisionado de policía y su madre en Bombay. El padre de Vinay está muy molesto con él, ya que no ha aprendido ninguna habilidad y pasa todo su tiempo examinando piedras y joyas.  La ciudad está siendo retenida en rescate por un ladrón de joyas atrevido, que continúa confundiendolos sin fin. La familia de Vinay reciben una agradable sorpresa cuando descubren que ha conseguido un empleo con un destacado joyero con el nombre de Vishamber Nath. Vinay también conoce a la atractiva hija de Nath, Anju, y empieza un romance entre ambos.  Pero esto dura poco cuando varias personas saludan a Vinay como "Amar" o "Príncipe Amar". Las cosas empiezan a empeorar cuando una joven llamada Shalini se presenta y afirma que Vinay es su prometido. Vinay puede demostrarles que él es, de hecho, Vinay, y coopera con ellos para localizar al escurridizo Amar, solo para verse envuelto en un plan tortuoso, que le roba su cordura, le hace perder su memoria, identidad, y lo convierte en un objetivo de todos los policías en la India, particularmente en el entonces independiente Reino de Sikkim . 

## Elenco
- Dev Anand como Vinay / Prince Amar.
- Vyjayantimala como Shalini "Shalu" Singh.
- Ashok Kumar como Arjun Singh.
- Tanuja como Anjali Nath.
- Helen como helen.
- Faryal como Julie.
- Anju Mahendru como Neena.
- Nazir Hussain como Comisionado de Policía.
- Sapru (actor) como Seth Vishambar Nath.
- Sachin como Shishu Singh.

## Producción

### Elenco
Para el papel principal femenino, Saira Banu fue abordada por Dev Anand.  Banu, quien había trabajado anteriormente con Anand en Pyar Mohabbat (1966), rechazó el papel debido a su matrimonio con el actor Dilip Kumar.  Banu también había rechazado el papel de Rosie en la película Guide, que fue producida por Anand en 1965.  Pronto, la actriz Vyjayanthimala se firmó para el papel; Ella había trabajado con Anand antes en Amar Deep una década antes.  Vyjayanthimala también fue considerada por Anand para el papel principal en Guide, pero fue rechazada por Tad Danielewski, el director de la versión inglés de Guide.

## Banda sonora
La banda sonora de la película fue compuesta por SD Burman, quien anteriormente hizo una serie de películas memorables bajo Navketan Films.  Las letras de esta película fueron del compositor hindi-urdu Majrooh Sultanpuri, con excepción de "Rula Kay Gaya Sapna" de Shailendra .  En ese momento, Shailendra saab no se mantenía bien, por lo que se acercó a Majrooh saab para la película.  La reproducción masculina fue realizada por Kishore Kumar y Mohammed Rafi, quienes prestaron sus voces para Dev Anand.  Las cantantes fueron Lata Mangeshkar, que prestó su voz para Vyjayanthimala y Asha Bhosle para Tanuja y Helen . 
La canción Raat Akeli Hai, representada por Dev Anand y Tanuja, se usó en la película de terror de 2011 Ragini MMS, de Ekta Kapoor.
La música de todas las canciones fue compuesta por SD Burman y las letras de esta película fueron hechas por Majrooh Sultanpuri, a excepción de "Rula Ke Gaya Sapna" por Shailendra. 
| # | Título                      | Cantante (s)                             | Letrista           | Picturizado en                                         | Duración |
| - | --------------------------- | ---------------------------------------- | ------------------ | ------------------------------------------------------ | -------- |
| 1 | "Yeh Dil Na Hota Bechara"   | Kishore Kumar                            | Majrooh Sultanpuri | Dev Anand y Tanuja                                     | 04:25    |
| 2 | "Rulake Gaya Sapna Mera"    | Lata Mangeshkar                          | Shailendra         | Dev Anand y Vyjayanthimala                             | 03:39    |
| 3 | "Aasman Ke Neeche"          | Kishore Kumar, Lata Mangeshkar           | Majrooh Sultanpuri | Dev Anand y Vyjayanthimala                             | 03:53    |
| 4 | "Baithe Hain Kya Uske Paas" | Asha Bhosle                              | Majrooh Sultanpuri | Helen , Anju Mahendru y Dev Anand                      | 05:00    |
| 5 | "Dil Pukare Aa Re"          | Mohammed Rafi , Lata Mangeshkar,         | Majrooh Sultanpuri | Dev Anand y Vyjayanthimala                             | 05:19    |
| 6 | "Raat Akeli Hai"            | Asha Bhosle                              | Majrooh Sultanpuri | Dev Anand y Tanuja                                     | 05:19    |
| 7 | "Hothon Mein Aisi Baat"     | Bhupinder Singh , Lata Mangeshkar y coro | Majrooh Sultanpuri | Dev Anand, Vyjayanthimala, Nazir Hussain y Ashok Kumar | 07:58    |
| 8 | "Música de baile"           |                                          |                    |                                                        | 02:01    |

## Recepción

### Respuesta comercial
Jewel Thief fue una empresa rentable para los distribuidores.  A lo largo de su carrera teatral, Boxofficeindia.com reportó que la película había logrado ganar ₹ 3,50,00,000 con una ganancia neta de ₹ 17,500,000 y, ajustada a la inflación, es de aproximadamente ₹ 345,200,000. Posteriormente, Jewel Thief fue declarado un éxito en la taquilla.  Terminó como la sexta película de mayor recaudación de 1967 y la trigésima quinta película de mayor recaudación de la década.
Se reportó que la película fue influenciada por tres películas de Alfred Hitchcock en términos de trama, ambientación y caracterización: To Catch a Thief , Vertigo y North by Northwest.

## Estrenos
Tras el éxito de Jewel Thief, la película se proyectó en muchos festivales de cine.  En agosto de 2008, la película se proyectó junto con otras tres películas de Dev Anand en el Auditorio del Museo de Gobierno para el Festival de Cine de Chandigarh. La película también fue proyectada por el Ministerio de Información y Difusión de la India con motivo del 60 aniversario de Navketan Films. El 1 de agosto de 2009, Jewel Thief se estrenó en Regal Cinema, Mumbai.  Asistieron al estreno Dev Anand, Jackie Shroff, Sudhir Mishra, Amrita Rao, Deepak Parekh, Vijay Kalantri y Pooja Misrra. 

## Continuación
Una secuela para esta película se lanzó en 1996, llamada Return of Jewel Thief, con solo dos de los actores originales que reaparecieron y retomaron sus roles; Dev Anand, repitiendo el papel de Vinay Kumar y Ashok Kumar, repitiendo el papel de Arjun. Fue una de las películas en las que Dev Anand actuó fuera de su propio estandarte, Navketan. La película también contó con un reparto compuesto por los actores Dharmendra, Jackie Shroff, Prem Chopra, Sadashiv Amrapurkar, Shilpa Shirodkar, Madhoo y Anu Agarwal. 